# Swanscombe
Swanscombe (engelskt uttal: [ˈswɒnzkəm]) är en ort i grevskapet Kent i sydöstra England. Orten ligger i distriktet Dartford samt i civil parishen Swanscombe and Greenhithe, cirka 6 kilometer öster om Dartford och cirka 4 kilometer väster om Gravesend. Swanscombe hade 7 022 invånare vid folkräkningen år 2021.
I närheten av orten hittades Swanscombemänniskan. Swanscombe nämndes i Domedagsboken (Domesday Book) år 1086, och kallades då Suinescamp.